# Synsphyronus lineatus
Synsphyronus lineatus är en spindeldjursart som beskrevs av Beier 1966. Synsphyronus lineatus ingår i släktet Synsphyronus och familjen gammelekklokrypare. Inga underarter finns listade i Catalogue of Life.